# ثريتول
ثريتول هو سكر كحولي مع الصيغة الجزيئية C4H10O4. يستخدم في المقام الأول على أنه وسيط في التخليق الكيميائي للمركبات الأخرى. هو مقابل غير ضوئي (بالإنجليزية: diastereomer)‏ من الإريثريتول.